# Manuel Farguell
Manuel Farguell i de Magarola (Barcelona, 1845-Berga, 1928) fue un empresario textil y político de Cataluña, España

## Biografía
Era hijo de Joaquim Farguell i Caum. Como su padre, se  vinculó al Partido Conservador con el que fue miembro de la Diputación de Barcelona por el distrito de Berga-Manresa de 1882 a 1892, y de 1901 a 1910. Pero el éxito electoral de Solidaridad Catalana en las elecciones de 1907 le impulsaron a integrarse en la Lliga Regionalista, con la que fue elegido senador por Gerona entre 1907 y 1908, y diputado al Congreso por el distrito electoral de Berga en las 1910, 1914 y 1916. En 1921 fue nombrado gobernador civil de la provincia de Toledo.